# Agilulf
Agilulf (? – 616) var en langobardisk konge af Italien der regerede fra 591 til 616. Han var fætter af den forrige konge Authari og giftede sig med hans enke, dronning Theodelinda. Han var desuden søn af hertugen af Turin Ansvald og selv hertug af Turin.
Som Paulus Diaconus fortæller begivenhederne, skete det i efteråret 590, kort tid efter den pludselige død af kong Authari, at dronning Theodelinda – enke efter kun et års ægteskab – fik mandat af de langobardiske hertuger til at vælge den næste konge. Agilulf, på dette tidspunkt hertug af Turin, kom for at vise sin agtelse til enken. I respekt kyssede han hendes hånd, hvorefter hun spurgte hvorfor han kyssede hendes hånd, når han havde lov til at kysse hendes læber. På denne vis valgte hun den næste konge og de blev gift i november samme år.
Men i realiteten var hele denne seance sandsynligvis blot skuespil opsat af Agilulf, der allerede havde sat sig på den reelle magt, og i maj det følgende år officielt blev hyldet til konge af hans soldater i Milan. (Agilulf og Theodelinda flyttede under deres regering hovedstaden fra Pavia til Milan). Ægteskabet med Theodelinda gav Agilulf en legitimitet til hans styre, ikke blot fordi hun var enke til den forrige konge, men nok så meget fordi hun var af det præstigefyldte langobardiske dynasti Letingerne.
Nogle langobardiske hertuger accepterede alligevel ikke umiddelbart Agilulf som konge, og Agilulf var tvunget til at forsvare hans kongetitel med våbenmagt. Oprøret af nogle af disse hertuger fortsatte helt frem til 594 hvor Agilulf fik dem endeligt besejret, og dømt mange til galgen.
Agilulf og Theodelinda fik sønnen Adaloald som efterfulgte ham på tronen, og datteren Gundiberga som giftede sig med Arioald, der senere fik afsat Adaloald og dernæst selv satte sig på tronen. Agilulf døde i år 616, efter et kvart århundrede på tronen. Han var den første og en af få langobardiske konger der døde af naturlige årsager.

## Politik
Agilulf fortsatte sin forgængers ekspansive politik. For at undgå faren ved at føre krig på to fonter, mod både frankerne og byzantinerne, sluttede han fred med frankerne i Austrasien, mod til gengæld at få fred på den nordvestlige front. Frankerne var desuden ikke i stand til at føre en samlet krig mod langobarderne, da de i disse år var kastet ud i en blodig borgerkrig efter at Guntram, kongen af Burgund, var død i år 592. I midt 90'erne sluttede han også en fred med avarerne, hvilket sikrede langobardernes østgrænse. Og en fred i 598 med i Rom satte en midlertidig stop for 30 års terror mod Kirkestaten.
Sikkerhed på de andre grænser tillod Agilulf at sætte pres på byzantinerne, der i disse år også var investeret i krig med perserne. Mellem 590 og 603 formåede langobarderne afgørende fremskrift, på trods af gentagne våbenhviler med byzantinerne. Iblandt andre fik Agilulf fravristet byerne 
Sutri, Perugia og andre byer i Umbria fra Byzans exarkat i Ravenna. I år 598 fik pave Gregor den Store forhandlet en våbenhvile igennem mellem langobarderne og byzantinernes under kejser Maurice Tiberius. Men allerede næste år brød Kallinikos, der var exarkat af Ravenna, våbenhvilen ved at kidnappe Agilulfs datter, så i 602 kom det igen til åben krig. Byzantinerne, nu med kejseren Fokas, mistede Padova som Authari havde afskåret fra Ravenna et årti før. Padovas fald førte nu med sig at Mantova også blev afskåret og før året var omme var den også faldet til Agilulf. Byzantinernes kejser Fokas ville samle sine ressource til krigen i øst mod perserne, så i 605 overlod han uden kamp Orvieto og flere andre byer til Agilulf, og fik sendt hans datter, med hendes mand og børn tilbage til Agilulf – men hun døde kort efter i en svær barnefødsel. Med disse skridt blev der igen fred langobarderne og byzantinerne imellem. Resten af Agilulfs regeringstid foregik uden yderligere stridigheder med Byzans.

## Religion
Under indflydelse af Agilulf katolske kone, begyndte han konversionen af langobarderne fra arianisme (eller hedenskab) til katolicisme. Samtidigt arbejdet han på en løsning af skismaet omkring trekapitelstriden. Theodelinda opførte Monza katedralen hvor langobardernes jernkrone stadig befinder sig og ligeledes Agilulfs egen krone, dedikeret til Johannes Døberen og med indskriften: rex totius Italiae – "hele Italiens konge". I 603 fik han Adaloald, søn og tronarvning, døbt i den katolske tro. Selv lad han sig aldrig konvertere til katolicisme, da han frygtede hans soldaters, som i det store hele stadig var arianere eller hedninge, ville reagere med vrede.
I slutningen af hans regeringstid tog han den irske missionær og munk, Sankt Columbanus under hans beskyttelse og gav ham noget land i Appenninerne til at opfører et kloster. Klosteret i Bobbio blev indviet i 612.

## Kunst
Både Agilulf og Theodelinda var optaget af kunst og der er flere prægtige kunstgenstande der er forbundet med deres personer. Agilulf med Agilulfs kors (italiensk: La Croce di Agilulfo) et jubelbesat guldkors der sandsynlig hang fra kongekronen. Theodelinda med jernkronen, der i de følgende århundreder blev brugt til at krone en lang række langobardiske og italienske konger, tysk-romerkse kejsere og ikke mindst Napoléon Bonaparte. Også en enestående skulptur kaldet Høne med kyllinger (Chioccia con i pulcini) blev sandsynligvis bestilt af Theodelinda.

## Literatur
- Thomas Hodgkin: Italy and Her Invaders. Vol. V. The Lombard Invasion. Oxford 1895. (På trods af alderen, stadig nyttig og ganske detalieret.)
- John R. Martindale: The Prosopography of the Later Roman Empire. Bd. IIIb, Cambridge 1992, S. 27–29.